# 2002년 선댄스 영화제
제18회 선댄스 영화제는 2002년 1월 10일에 열린 시상식이다.

## 수상 및 후보

### 심사위원대상(미국 드라마)
- 퍼스널 벨로시티 - 레베카 밀러 수상
- 짖어대는 여자 - 카시아 애더믹
- 베터 럭 투마로우 - 저스틴 린
- 체리쉬 - 핀 테일러
- 페이스 - Bertha Bay-Sa Pan
- Killing Time - Anthony Jaswinski
- 러브 리자 - 토드 루이소
- 마니토 - 에릭 이슨
- 나크 - 조 카나한
- Paradox Lake - Przemyslaw Reut
- 펌프킨 - Adam Larson Broder
- 리얼 위민 해브 커브 - Patricia Cardoso
- 세크리터리 - 스티븐 세인버그
- The Slaughter Rule - 알렉스 스미스 외 1인
- 올챙이 - 게리 위닉
- XX/YY - 오스틴 칙

### 심사위원대상(미국 다큐멘터리)
- 다낭의 딸 - 게일 돌긴 수상
- The American Experience - 리사 에이즈
- 아만드라 - 리 허쉬
- American Standoff - Kristi Jacobson
- 푸른색 비닐 - 다니엘 B. 골드 외 1인
- Close to Home - Vanessa Roth 외 1인
- 코켓츠 - 데이빗 웨이스만 외 1인
- 대디 앤 파파 - 조니 시먼스
- 데리다 - 커비 딕
- The Execution of Wanda Jean - 리즈 가버스
- 가족 근본주의자 - 아서 동
- 하우 투 드로 어 버니 - 존 W. 월터
- Ralph Ellison: An American Journey - Avon Kirkland
- 사라진 여성들 - 로디스 포틸로
- 시스터 헬렌 - 레베카 카미사 외 1인
- Two Towns of Jasper - Whitney Dow 외 1인

### 각본상(미국 드라마)
- 러브 리자 - 고디 호프먼 수상

### 심사위원특별상(미국 드라마)
- 리얼 위민 해브 커브 - 루페 온티베로스 수상
- 마니토 - 프랭키 G 수상
- 세크리터리 - 스티븐 세인버그 수상

### 심사위원특별상(미국 다큐멘터리)
- 하우 투 드로 어 버니 - 존 W. 월터 수상
- 사라진 여성들 - 로디스 포틸로 수상

### 심사위원특별상-앙상블연기
- 개스라인 - 데이브 실버 수상

### 관객상 - 단편
- 리얼 위민 해브 커브 - Patricia Cardoso 수상
- 아만드라 - 리 허쉬 수상
- 블러디 선데이 - 폴 그린그래스 수상
- 라스트 키스 - 가브리엘 무치노 수상

### 감독상
- 올챙이 - 게리 위닉 수상
- 시스터 헬렌 - 레베카 카미사 외1명 수상

### 촬영상
- 퍼스널 벨로시티 - 엘렌 쿠라스 수상
- 푸른색 비닐 - Judith Helfand 수상

### 표현의자유상
- 아만드라 - 리 허쉬 수상

### 라틴아메리카영화대상
- 인베이더 - 베토 브랜트 수상

### 단편영화특별언급
- 모닝 브레스 - 브린 힐 수상
- 버스 44 - 데이얀 엉 수상
- 노 덤 퀘스천 - Melissa Regan 수상
- 파러 - 제프리 헤일리 수상
- 스터크 - 제이미 바빗 수상
- 드로닝 레슨 - Gregory Kennedy 수상

### 온라인페스티벌뷰어상
- 카마 고스트 - billyblob 수상
- 카니 테일즈 - 스콧 스미스 수상
- 구어릴라 뉴스 네트워크 - Stephen Marshall 수상